# Pere Vila i Fulcarà
Pere Vila i Fulcarà (Girona, 9 d'abril de 1973) és un polític català, alcalde de Llançà i diputat al Parlament de Catalunya en la X Legislatura.

## Biografia
És tècnic especialista en Turisme i Hostaleria. De 1994 a 2000 ha estat professor de la branca Serveis a l'Escola d'Hostaleria de l'Alt Empordà, de la que n'ha estat director des de 2000.
Des de 1994 milita a Convergència Democràtica de Catalunya i a la Joventut Nacionalista de Catalunya (JNC), fou president comarcal de l'Alt Empordà de CDC de 2008 a 2012. En les eleccions municipals espanyoles de 1995 i 1999 fou primer tinent d'alcalde i regidor d'Atenció Ciutadana, Turisme i Joventut de l'ajuntament de Llançà. A les eleccions municipals espanyoles de 2003 fou escollit alcalde de Llançà, càrrec que va revalidar a les eleccions municipals de 2007 i 2011. També ha estat president del Consell Comarcal de l'Alt Empordà de 2007 a 2009 i vicepresident primer del consell de 2009 a 2011.
Fou elegit diputat per Girona a les eleccions al Parlament de Catalunya de 2012. Ha estat president de la Mesa de la Comissió de Salut i vicepresident de la Mesa de la Comissió d'Interior del Parlament de Catalunya.
Després de les eleccions municipals de 2015 fou desplaçat de l'alcaldia, però es mantingué com a regidor. A patir de l'11 de gener de 2017 recupera l'alcaldia de Llançà. De 2011 a 2012 havia estat diputat portaveu adjunt a la Presidència de la Diputació de Girona. El juliol de 2015 fou nomenat president de la Diputació de Girona i en el ple d'investidura es va comprometre a netejar la imatge de la institució. El 2018 fou substituït per Miquel Noguer, alcalde de Banyoles. Posteriorment fou nomenat director de Ports de la Generalitat, càrrec que mantingué fins al 2023, quan fou substituït per Annabel Moreno.